# Croix de chemin de Clohars-Fouesnant
La croix de chemin est un édifice situé à Clohars-Fouesnant en France.

## Localisation
La croix est située sur le territoire de la commune de Clohars-Fouesnant, le long du C.D. 34, dans le département du Finistère en région Bretagne.

## Historique
La croix est inscrite au titre des monuments historiques par arrêté du 13 avril 1950.